# Gesta episcoporum Leodiensium
Les Gesta episcoporum Leodiensium (Histoire des évêques de Liège) est une histoire du diocèse de Liège écrite par le moine Gilles d'Orval entre 1247 et 1251. À la même époque, Gilles compose une quintessence de son histoire, les Gesta episcoporum Leodensium abbreviata. Il a d'abord été édité par Johannes Heller pour les Monumenta Germaniae Historica en 1880.
Gilles a cherché à poursuivre la gesta de Hériger de Lobbes et d'Anselme de Liège qui s'étale de 1048 vers 1247. En tant qu'historien, il fut peu critique.
C'est le premier ouvrage à mentionner tous les enfants du roi Zwentibold.

## Éditions
- « Aegidii Aureaevallensis gesta episcoporum Leodiensium », dans M.G.H., SS, t. XXV, Hanovre, 1880, 129 p. (lire en ligne) (version éditée par Johannes Heller)